# NGC 3660
NGC 3660 est une vaste galaxie spirale barrée située dans la constellation de la Coupe. NGC 3660 a été découverte par l'astronome germano-britannique William Herschel en 1787.

## Caractéristiques
La classe de luminosité de NGC 3660 est II-III et elle présente une large raie HI. Elle renferme également des régions d'hydrogène ionisé.

### Distance
Sa vitesse par rapport au fond diffus cosmologique est de 4 053 ± 26 km/s, ce qui correspond à une distance de Hubble de 59,8 ± 4,2 Mpc (∼195 millions d'al).
À ce jour, trois mesures non basées sur le décalage vers le rouge (redshift) donnent une distance de 63,267 ± 1,358 Mpc (∼206 millions d'al), ce qui est à l'intérieur des valeurs de la distance de Hubble.

### Morphologie
NGC 3660 a été utilisée par Gérard de Vaucouleurs comme une galaxie de type morphologique SB(r)bc dans son atlas des galaxies,.

### Galaxie à sursaut de formation d'étoiles
NGC 3660 est une galaxie à sursaut de formation d'étoiles et c'est aussi une galaxie active de type Seyfert 2.

### Émission de radiation ultraviolette
NGC 3660 est une galaxie dont le noyau brille dans le domaine de l'ultraviolet. Elle est inscrite dans le catalogue de Markarian sous la cote Mrk 1291 (MK 1291).